# Баллилуби
Баллилуби (англ. Ballylooby; ирл. Béal Átha Lúbaigh, что в переводе значит англ. Looby's Ford, Устье брода Луби) — деревня в Ирландии, находится в графстве Южный Типперэри (провинция Манстер). Деревня является приходом Римско-католической епархии Уотерфорда и Лисмора, в ней есть две церкви.